# Батуринское сельское поселение (Рязанская область)
Батуринское се́льское поселе́ние — муниципальное образование в Рыбновском районе Рязанской области Российской Федерации.
Административный центр — деревня Новое Батурино.

## История

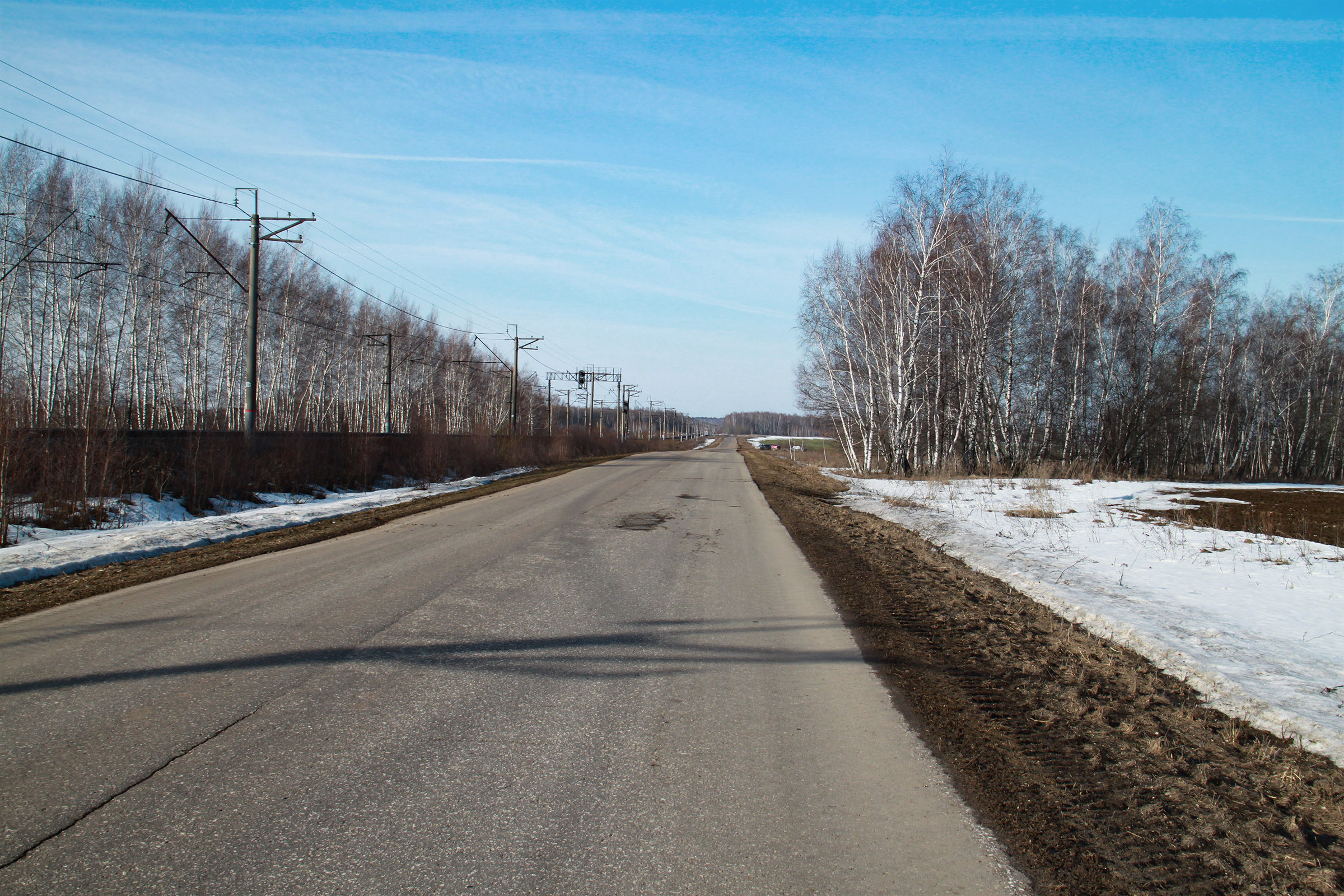
Дорога 61Н-412, связывающая села Козловка, Ильинское, Житово, Фурсово и Юркино с трассой М5

Батуринское сельское поселение образовано в 2006 г.
Законом Рязанской области от 20 мая 2015 года № 25-ОЗ сельский округ был преобразован путём присоединения Козловского сельского поселения

## Население
| 2010  | 2012  | 2013  | 2014  | 2015  | 2016  | 2017  |
| ----- | ----- | ----- | ----- | ----- | ----- | ----- |
| 1863  | ↗1868 | ↗1880 | ↗1922 | ↗1932 | ↗2530 | ↗2533 |
| 2018  | 2019  | 2020  | 2021  |       |       |       |
| ↘2511 | ↘2488 | ↗2521 | ↘2313 |       |       |       |

## Состав сельского поселения
| №  | Населённый пункт | Тип населённого пункта          | Население |
| -- | ---------------- | ------------------------------- | --------- |
| 1  | Выселки          | деревня                         | 298       |
| 2  | Высокое          | деревня                         | ↘378      |
| 3  | Житово           | село                            | ↘400      |
| 4  | Ильинское        | село                            | ↘46       |
| 5  | Козицино         | деревня                         | 11        |
| 6  | Козловка         | село                            | ↘53       |
| 7  | Костенково       | деревня                         | 11        |
| 8  | Нагорное         | деревня                         | 129       |
| 9  | Новое Батурино   | деревня, административный центр | ↗649      |
| 10 | Старое Батурино  | деревня                         | ↘274      |
| 11 | Старое Веселево  | деревня                         | 135       |
| 12 | Фурсово          | деревня                         | 10        |
| 13 | Юркино           | деревня                         | 0         |